# ぼくらなら
「ぼくらなら」は、GRAPEVINEの15枚目のシングルである。2003年10月29日発売。

## 解説
- 前作から約2か月でのリリース。アルバム『イデアの水槽』の先行シングルとなった。

## 収録曲
1. ぼくらなら（作詞：田中和将 / 作曲：亀井亨）
編曲はサポートメンバーの高野勲(キーボード)が単独で手がけている。
2. Sabbath（作詞：田中和将 / 作曲：亀井亨）